# Papilio amynthor
Espèce
Papilio amynthor est une espèce d'insectes lépidoptères (papillons) qui appartient à la famille des Papilionidae, à la sous-famille des Papilioninae et au genre Papilio.

## Dénomination
Il a été décrit par Jean-Baptiste Alphonse Dechauffour de Boisduval en 1859 sous le nom  de Papilio amynthor.

### Synonyme
- Papilio ilioneus Donovan, 1805[1].
- Attention l'orthographe Papilio amyntor (sans h), désigne un synonyme de Methone cecilia.

### Noms vernaculaires
Papilio amynthor.

## Description
Papilio amynthor est un très grand papillon d'une envergure de 80 à 100 mm, de couleur marron avec deux grandes queues aux ailes postérieures. Le dessus est ornementé de plages jaune clair à blanc crème formant une bande médiane incomplète aux antérieures et aux postérieures. Le revers possède de plus une ligne submarginale de chevrons blancs et deux gros ocelles rouge à orange aux postérieures dont un anal.

### Chenille et chrysalide
La chenille est de couleur jaune orangé puis blanchâtre à dos vert au dernier stade.

## Biologie

### Plantes hôtes
Les plantes hôtes de sa chenille sont des Citrus.

## Écologie et distribution
Il réside en Nouvelle-Calédonie, aux iles Norfolk et Loyauté.

### Protection
Pas de statut de protection particulier.